# Infected
Infected — український грайндкор колектив з Києва створений у 1991 році.

## Історія
Датою заснування колективу вважається 10 жовтня 1991 року. Початкова стилістика хардкору поступово змінилася у бік більш екстремальних напрямків.
У січні 1993 року в столичній студії «Комора» колективом записується демо-сингл «Surrounded By Infection». На цю та ще дві пісні з концертів, записані в червні 1993-го в ДК «Україна», було знято відеокліпи.
Невдовзі гурт полишає фронтмен Дмитро «F..You» Артеменко, на місце якого був запрошений Олександр «GRN» Тинкевич та другий гітарист Сергій Броновицький. Від цього часу стиль виконання змінився на потужний дез/грайнд. Перед записом дебютного альбому «Infected» бере участь у різних фестивалях (10-річчя ADEM, Terroriser, Thrash-mania-93, Nuclear Rain), здійснює сольний концерт у Києві і гастролює по Україні. Не впоравшись з внутрішньою дисципліною йде Броновицький. За рік місце гітариста став поєднувати вокаліст Олександр «GRN». На гастролях як гітариста було задіяно Дмитра «Малого» Максимця який виконав партії клавішних і соло-гітари в «Infected Generation».
Незабаром через внутрішні розбіжності колектив залишається без басиста, але продовжує залучати Володимира «Пуха» Яценко як сесійного виконавця. З оновленим складом програма «Disinfected» в стилі трешкор/грайнд презентована в Україні, а окремі з концертних пісень включені в спільний спліт-альбом з японською «Unholy Grave», випущений на DAC Productions. Наприкінці 1998 року колектив призупиняє діяльність котру відновлює 2011-го відколи, за рік, було перевидано «Infected Generation». 2016-го брали участь у кількох фестивалях, зокрема Black Sea та Carpathian Alliance.

## Склад
- Євген Зоідзе-Міщенко — вокал
- Віталий Пригунов — ударні
- Ярослав «Поручник» Ремпинський — гітара
- Володимир «Пух» Яценко — бас, бек-вокал

### Колишні учасники
- Олександр «GRIN» Тинкевич — вокал, гітара (R.I.P 25.09.2013)
- Юрій Савченко — вокал
- Сергій Броновицький — гітара, бек-вокал

## Дискографія

### Спліти, компіляції
- Surrounded By Infection (відео, 1993)
- Unholy Grave / Infected (спліт, 1997)
- Infected — 20XX (компіляція, 2014)

### Альбоми
- Infected Generation (1996 MC/2012 CD (перевидано))[5]